# Daniel S. Chemla
Daniel Simon Chemla (* 21. Juli 1940 in Tunis; † 20. März 2008 in Kensington, Kalifornien) war ein französisch-US-amerikanischer Physiker.
Chemla studierte an der École Nationale Supérieure des Télécommunications in Paris und an der Universität Paris mit dem Diplom 1967 und der Promotion 1972. Danach war er am französischen nationalen Zentrum für Telekommunikation (Centre National d'Etudes des Télécommunications), wo er ab 1974 die Gruppe für nichtlineare Optik leitete und 1976 bis 1979 in der Gruppe für Optoelektronik war. Außerdem war er Dozent an der Universität in Orsay. Ab 1981 war er bei den Bell Laboratories, wo er die Forschung zu Halbleiter-Quantentöpfen und Supergittern initiierte und ab 1983 Leiter der Abteilung Quantenphysik und Elektronik-Forschung war. Ab 1990 war er am Lawrence Berkeley National Laboratory (wohin ihn Charles Shank holte), wo er bis 2003 Direktor der Abteilung Materialwissenschaft war, und war er gleichzeitig seit 1990 Professor an der University of California, Berkeley. 1998 bis 2005 leitete er auch die Advanced Light Source (ALS), einer Synchrotronstrahlungsquelle. Er rettete die ALS vor drohender Schließung und baute sie zu einem führenden Synchrotronstrahlungs-Zentrum auf. Nach einem Schlaganfall und anderen Gesundheitsproblemen ging er 2005 in den Ruhestand.
1988 erhielt er den R. W. Wood Prize und 1995 den Quantum Electronics Award des IEEE für seine grundlegenden Beiträge auf dem Gebiet der nichtlinearen Optik und zum Verständnis elektronischer Anregungen in lokalisierten Quantensystemen.
Chemla war Fellow der American Physical Society, des IEEE und der Optical Society of America. Er war Mitglied der National Academy of Sciences. 2005 wurde er Ehrendoktor der ENS in Cachan. 1995 erhielt er den Humboldt-Forschungspreis. In der Folgezeit wurden mehrfach deutsche Nachwuchsphysiker, dei ebenfalls eine solche Humboldt Fellowship erhalten hatten, in seine Arbeitsgruppen aufgenommen, zum Beispiel Rupert Huber. Er war US-amerikanischer Staatsbürger.
Chemla war überdies auch ein international anerkannter Karate-Experte, der den schwarzen Gürtel (5. Dan) besaß, Schüler in Europa, Kanada und den USA hatte und das japanische Lehrbuch Karate-Do Kyohan ins Französische übersetzte.